# Židlochovice
Židlochovice (pronunciación checa: [ ˈʒɪdloxovɪtsɛ ]; en alemán: Groß Seelowitz) es un pueblo en la Región de Moravia Meridional de la República Checa.
Entre sus varios sitios de interés, se destacan el Palacio de Židlochovice, originalmente construido en el siglo XIV, luego reformado por el arquitecto Joseph Emanuel Fischer von Erlach; y la Iglesia de la Exaltación de la Santa Cruz, de estilo barroco, obra de Johann Lukas von Hildebrandt.

## Personajes ilustres
- Archiduque Carlos Fernando de Austria (1818-1874), militar y noble
- María Cristina de Habsburgo-Lorena (1858-1929), reina consorte y posteriormente regente de España
- Maurice Strakosch (1825-1887), músico y empresario estadounidense